# 광장로 (증평 괴산)
광장로(Gwangjang-ro)는 충청북도 증평군 증평읍와 괴산군 청안면을 잇는 충청북도의 도로이다.

## 주요 경유지
충청북도
- 증평군 (증평읍) - 괴산군 청안면

## 노선
| 이름            | 접속 노선                | 소재지 | 소재지 | 비고 |
| --------------- | ------------------------ | ------ | ------ | ---- |
| (이름없음)      | 중부로                   | 증평군 | 증평읍 |      |
| 증평대교        |                          | 증평군 | 증평읍 |      |
| 군청사거리      | 국도 제34호선 (충청대로) | 증평군 | 증평읍 |      |
| 증평회전 교차로 | 두름로                   | 증평군 | 증평읍 |      |
| 증천교 교차로   | 삼보로                   | 증평군 | 증평읍 |      |
| 증평교          |                          | 증평군 | 증평읍 |      |
| 용강1 교차로    | 내룡길                   | 증평군 | 증평읍 |      |
| 용강2 교차로    | 외룡길 곡강길            | 증평군 | 증평읍 |      |
| 용강3 교차로    | 대학로 광장로            | 증평군 | 증평읍 |      |
| 용강4 교차로    | 대학로                   | 증평군 | 증평읍 |      |
| 금신 교차로     | 금계길                   | 증평군 | 증평읍 |      |
| 청안사거리      | 질마로 청안읍내로6길     | 괴산군 | 청안면 |      |

## 주요 건물 및 시설
- 농협 증평농협 (광장로 27/송산리 816-1)
- 뚜레쥬르 증평하나로마트점 (광장로 27/송산리 816-1)
- 농협 증평농협 하나로마트 본점  (광장로 27/송산리 816-1)
- 증평군립도서관 (광장로 37/송산리 816)
- 스타벅스 충북증평점 (광장로 40/송산리 738)
- 이마트24 R증평군청점 (광장로 80/창동리 65)
- 증평군 청 (광장로 88/창동리 100)
- 증평시외버스터미널 (광장로 89/찯동리 23)
- KT 증평태광점 (광장로 105/교동리 99-1)
- GS25 증평교동점 (광장로 116/교동리 164-1)
- 한국농어촌공사 증평지소 (광장로 143/장동리 734)
- 증평교육도서관 (광장로 154/증평리 764)
- 알뜰 우리주유소 (광장로 27/증천리 974)
- CU 증평새동네점 (광장로 234/증천리 992)
- S-OIL 금호주유소 (광장로 247/증천리 1242)